# Suzuki RG 500
Die Suzuki RG 500 war ein Rennmotorrad des japanischen Herstellers Suzuki, das für die Motorrad-Weltmeisterschaft in der Klasse bis 500 cm³ entwickelt wurde. Barry Sheene gewann damit die Motorrad-Weltmeisterschaft 1976 und 1977.

## Geschichte und Technik
Das konzernintern mit XR 14 bezeichnete Rennmotorrad war komplett neu entwickelt. Aus zwei Zweizylindermotoren (Bohrung/Hub 56 × 50,6 mm) wurde in Tandembauweise ein "Quadrat-Motor" entwickelt. Durch vier getrennte Kurbelgehäuse konnte jeder Zylinder über außenliegende Plattendrehschieber mit einem 34-mm Mikuni-Vergaser mit Kraftstoff versorgt werden. Suzuki verwendete sowohl die Frischöl- als auch die Getrenntschmierung, gezündet wurde mit einer kontaktlosen Thyristor-Magnetzündung von Denso. Bei den ersten Modellen wurde der Motor anfangs mit Thermosiphon, später mit Pumpenumlauf gekühlt. Das Fahrwerk, im Jahr 1974 noch konventionell mit Rohrrahmen und zwei gerade stehenden Federbeinen ausgerüstet, wurde im Laufe der Entwicklung verbessert.
Bereits im ersten Rennen der Motorrad-Weltmeisterschaft 1974, in Frankreich, wurde Barry Sheene mit der Neukonstruktion Zweiter hinter Phil Read. Die Zahnrad-Kraftübertragung der Twin-Motoren auf eine gemeinsame Zwischenwelle bereitete jedoch immer wieder Schwierigkeiten und verhinderte zunächst einen weiteren Erfolg. Die Motorrad-Weltmeisterschaft 1975 bescherte Barry Sheene und der von der Motorleistung überlegenen Suzuki RG 500 zwar zwei Siege (Dutch TT und Schweden), gegen die Zuverlässigkeit der Yamaha OW 26 unter Giacomo Agostini war die Weltmeisterschaft jedoch nicht zu erringen.
1976 gelang Suzuki der Durchbruch mit einer neuen Version. Der Motor wurde überarbeitet (Bohrung/Hub 54 × 54 mm) und die hintere Twin-Einheit höher angeordnet. Fünf Siege und ein zweiter Platz für Sheene zeigten die Überlegenheit dieser Konstruktion. 1977 gelang Sheene mit sechs Siegen und einem Zweiten Platz die Wiederholung des Erfolgs. 1978 verlor Sheene den Titel an Kenny Roberts senior auf Yamaha. 1981 errang Marco Lucchinelli mit einer überarbeiteten RG 500 (u. a. Monofederbein hinten), und 1982 Franco Uncini den Titel. Letzte Exemplare der nun als XR 85 bezeichneten Suzuki RG 500 wurden während der Weltmeisterschaft 1985 eingesetzt, doch der Square Four-Motor war technisch ausgereizt und war gegen die Konstruktion von Honda unter dem Piloten Freddie Spencer chancenlos.  
1984 wurde die Suzuki RG 500 Gamma, ein direkt von der Rennmaschine abgeleitetes Serienmotorrad, mit einer Leistung von 95 PS bei 9500/min (Leergewicht 181 kg), der Presse vorgestellt. Die „reinrassige Rennmaschine mit Straßenzulassung“ konnte von 1985 bis 1989 von jedermann erworben werden.